# Amtsgericht Stadt Rendsburg
Das Amtsgericht Stadt Rendsburg war ein preußisches Amtsgericht mit Sitz in Rendsburg.

## Geschichte
Mit der Annexion Schleswig-Holsteins wurden 1867 in der nunmehr preußischen Provinz die fünf Kreisgerichte Altona, Itzehoe, Kiel, Schleswig und Flensburg mit dem übergeordneten Appellationsgericht Kiel eingerichtet. Dem Kreisgericht Itzehoe waren 16 Amtsgerichte nachgeordnet, darunter das Amtsgericht Stadt Rendsburg. Den Gerichtssprengel bildete die Stadt Rendsburg selbst. Das Amtsgericht Rendsburg war für das Umland der Stadt zuständig.
Im Rahmen der Reichsjustizgesetze wurden die bestehenden Gerichte aufgehoben und einheitlich Amtsgerichte gebildet. Das Kreisgericht Itzehoe und das Amtsgericht Stadt Rendsburg wurde aufgehoben. Sein Sprengel kam zum Amtsgericht Rendsburg.